# Vénus de Sinuessa
La Vénus de Sinuessa, ou Aphrodite de Sinuessa est une sculpture en marbre de l'époque hellénistique attribuée au sculpteur grec Praxitèle, datant du IVe siècle av. J.-C. Elle fut découverte en 1911 dans la zone archéologique de la ville antique de Sinuessa près de l'actuelle Mondragone.

## Histoire
Le 25 janvier 1911, Leopoldo Schiappa exécute des travaux de terrassement pour la plantation d'un vignoble dans la région de l'Incaldana à Mondragone. Pendant les travaux, le métayer Antonio Guglielmo et son fils Giovanni ont, avec une pioche, vu émerger de la terre deux morceaux de sculpture mutilés, un corps sans bras. La nouvelle de la découverte s'est rapidement propagée dans le pays, et la sculpture a été signalée au Musée archéologique national de Naples. La statue a été conduite par l'archéologue Vittorio Spinazzola à Naples le 10 avril de la même année. 
Spinazzola a reconstitué la statue, réunissant les deux morceaux de marbre, et l'appelé la « Vénus Sinuessana », la datant du IVe siècle av. J.-C. et l'attribuant au sculpteur grec Praxitèle, qui, avec Scopas et Lysippe, est considéré comme l'un des grands maîtres de l'hellénisme. Cependant, avec une forte probabilité, la statue est une copie romaine d'un original grec.
La Vénus ornait l'une des nombreuses villas romaines de Sinuessa. Il est supposé que la villa appartenait au célèbre Cicéron, avocat, homme politique, écrivain, orateur et philosophe romain qui, comme beaucoup de ses riches contemporains, avait une villa à Sinuessa, ville célèbre pour ses thermes.

## Description
La sculpture, acéphale (sans tête) est privée des bras et d'une partie de la poitrine gauche. Elle représente une femme à demi nue avec des vêtements tombés sur ses jambes. La représentation particulière et le manque de bras suggèrent, au moins, deux hypothèses : la première est que la figure féminine se prépare à prendre un bain, probablement dans la mer, c'est pourquoi le vêtement glisse sur le corps ; ou, au contraire, la deuxième hypothèse est que la figure féminine est de retour du bain et en train de se sécher avec une serviette.

## La statue dans les expositions

### À Paestum
Du 23 mars au 31 octobre 2013, la Vénus de Sinuessa a été l'ambassadeur de l'Italie dans l'exposition temporaire Rosantico au Musée archéologique national de Paestum, dédiée au thème de la nature et de la beauté.

### À Vicence
Du 15 février 2018 au 13 janvier 2019, la statue Sinuessane a été prêtée par le Musée archéologique national de Naples pour l'exposition temporaire organisée par Intesa Sanpaolo, à l'attention de l'archéologue Federica Giacobello de l’Université de Milan, La séduction. Le mythe et l'art de la Grèce antique.

## Anecdote
- Lors de la découverte, la statue a été achetée pour seulement 500 lires, alors qu'elle en valait au moins 500 000.
- Au musée local de Mondragone, le Musée municipal archéologique Biagio Greco, se trouve une copie de la statue en marbre noir.